# Palazzo Bernardo Nani

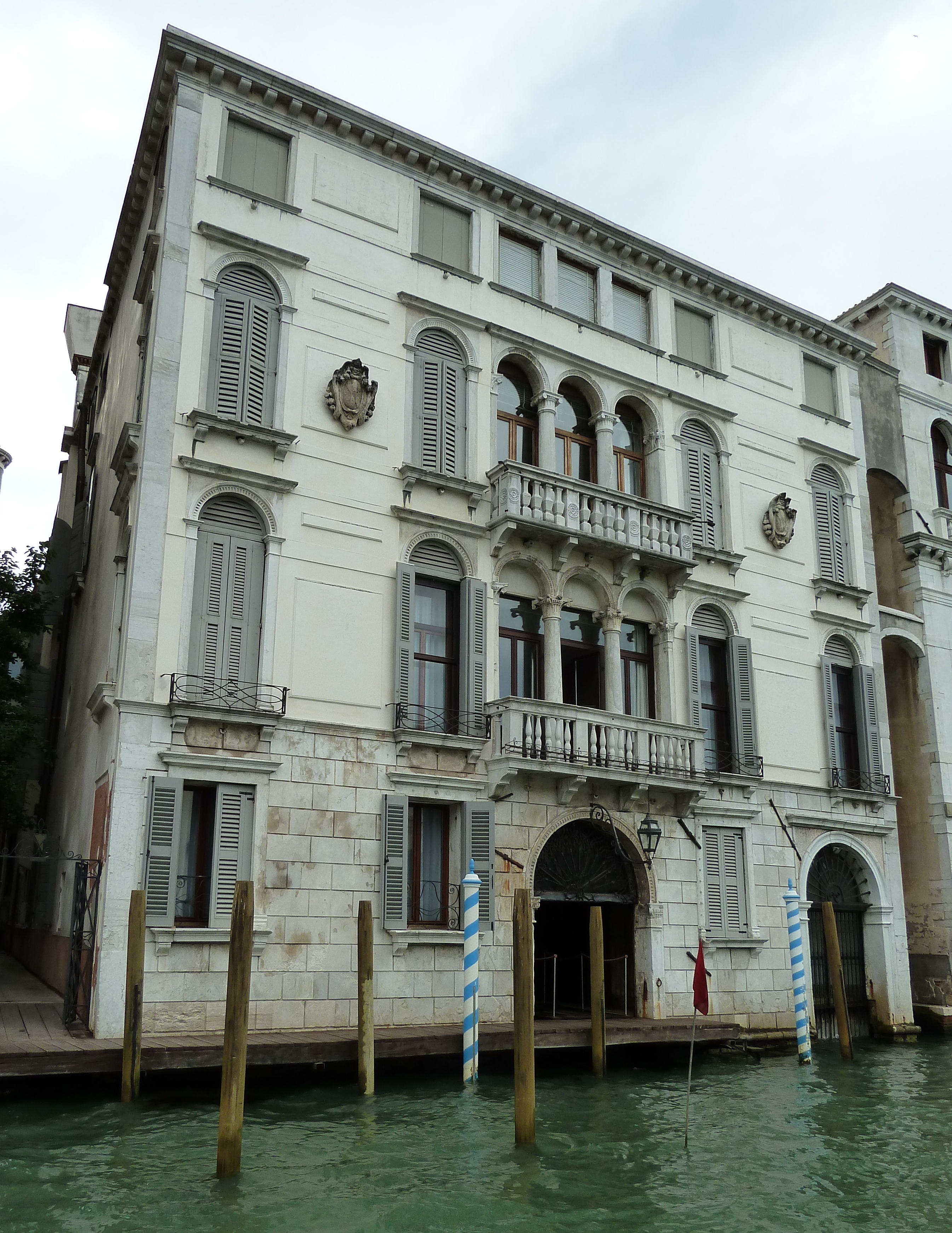
Fassade des Palazzo Bernardo Nani

Palazzo Bernardo Nani, auch Palazzo Bernardo Nani Lucheschi, ist ein Palast in Venedig in der italienischen Region Venetien. Er liegt im Sestiere Dorsoduro mit Blick auf den Canal Grande, zwischen der Ca’ Rezzonico und der  Ca’ Bernardo.

## Geschichte
Der Palast wurde im 16. Jahrhundert von Alessandro Vittoria für die Familie Nani errichtet. Ursprünglich war die heutige Seitenfassade die Hauptfassade, die sich über den Gärten erhob, wo sich heute die Ca’ Rezzonico erhebt.

## Beschreibung
Das Gebäude, das in der Zeit des Übergangs von der Renaissance zum Barock entstand, zeigt eine Fassade von außergewöhnlicher Kompaktheit und Regelmäßigkeit, aufgeteilt in Erdgeschoss, zwei Hauptgeschosse und Dachgeschoss. Nach dem Diktat der venezianischen Architektur ist die Fassade selbst um eine zentrale Achse herum organisiert, gekennzeichnet durch zwei Dreifachfenster mit Balkonen und das Portal zum Wasser. Rechts und links schließen sich Paare von Einzelfenstern an, die so auf die Einteilung der Innenräume hinweisen, die um einen Protego (Empfangsraum) herum angeordnet sind, kulminierend in einem Atrium mit Freitreppe, die durch die seitlichen Salons als Mittelachse identifiziert werden kann. Die weiße Frontfassade ist auch durch zwei Wappen auf Höhe des 2. Obergeschosses charakterisiert. Ein weiteres, bemerkenswertes Element ist der sehr nette, langgestreckte Garten aus dem 19. Jahrhundert hinter dem Palast.